# James Blaut
James Morris Blaut (ur. 20 października 1927 w Nowym Jorku, zm. 11 listopada 2000 w Chicago) – amerykański profesor antropologii fizycznej i geografii na Uniwersytecie Illinois w Chicago, gdzie pracował na Wydziale Antropologii.

## Życiorys
Jego badania i zainteresowania naukowe dotyczyły mikrogeografii rolnictwa (pionierskie studia nad aktywnością geograficzną mieszkańców wsi oraz wprowadzenie metod analizy systemowej do geografii człowieka), ekologii kulturowej, teorii nacjonalizmu, filozofii nauki i historiografii w odniesieniu do stosunków pomiędzy Pierwszym a Trzecim Światem.
Prowadził studia terenowe oraz prace w charakterze doradcy (przede wszystkim dla wielu agend ONZ), między innymi w Singapurze, Portoryko, Kostaryce, na Jamajce, w Wenezueli, Dominikanie i Stanach Zjednoczonych. Uczył i pracował w wielu ośrodkach badawczych i uczelniach, w tym na Uniwersytecie Yale, Uniwersytecie Cornella oraz w Caribbean Research Institute (gdzie był dyrektorem). Był również aktywistą politycznym zaangażowanym m.in. w ruch na rzecz niepodległości Portoryko i przeciwko wojnie w Wietnamie. James Blaut jest jednym z najbardziej znanych krytyków europocentryzmu oraz teorii europejskiego cudu, które oznaczył za przejaw rasizmu kulturowego.

## Dzieła
James Blaut jest autorem licznych artykułów i pięciu książek.

### Publikacje książkowe
- 1987 – The National Question (Londyn: Zed Books)
- 1989 – The Invention of Progress: The Victorians and the Past (Oksford: Basil Blackwell)
- 1992 – Fourteen Ninety-Two: The Debate on Colonialism, Eurocentrism and History (wraz z S. Aminem, R. Dogshonem, A. G. Frankiem i R. Palanem; Trenton, NJ: AfricaWorld Press)
- 1993 – The Colonizer’s Model of the World: Geographical Diffusionism and Eurocentric History (Nowy Jork: Guilford Press)
- 2000 – Eight Eurocentric Historians (Nowy Jork: Guilford Press).

### Wybrane artykuły
- 1987 – Diffusionism: A Uniformitarian Critique, w: Annals of the Associaton of American Geographers 77.

### Polskie przekłady
- 2003 – Teoria rasizmu kulturowego (tłumaczył Mariusz Turowski), w: Lewą Nogą, nr 15, s. 138–152, 2003 (Instytut Wydawniczy „Książka i Prasa”). Artykuł ukazał się po raz pierwszy w Antipode: A Radical Journal of Geography, nr 23/1992.